# Livemocha
Livemocha è stato un social network che ha avuto come scopo l'apprendimento delle lingue.

## Descrizione
Ci sono stati circa 12 milioni di utenti registrati provenienti da 196 nazioni diverse e circa 400.000 utenti che hanno visitato il sito ogni giorno.
Il sito ha ottenuto particolari attenzioni da giornali famosi a livello internazionale come il New York Times e Financial Times. Nel 2010 Time Magazine lo ha incluso tra i 50 migliori siti dell'anno.
Su Livemocha è stato possibile imparare 38 lingue quali inglese, arabo, bulgaro, catalano, croato, ceco, olandese, estone, persiano, finlandese, francese, tedesco, greco, ebraico, hindi, ungherese, islandese, indonesiano, italiano, giapponese, coreano, lettone, lituano, cinese, norvegese, polacco, portoghese (del Brasile e del Portogallo), rumeno, russo, serbo, slovacco, spagnolo, svedese, turco, ucraino, urdu ed esperanto.
Per l'inglese, il francese, il tedesco, lo spagnolo e l'italiano inoltre sono stati disponibili dei corsi premium (Active Courses), con esercizi in più e più interattivi.
Come Busuu, Livemocha ha dato la possibilità agli utenti di aiutare gli altri a migliorare le proprie capacità linguistiche: gli esercizi scritti e orali, infatti, venivano corretti da dei madrelingua o utenti fluenti in cambio di tokens, la moneta virtuale di Livemocha che serviva per accedere ai corsi premium.